# Dysstroma punctumnotata
Dysstroma punctumnotata är en fjärilsart som beskrevs av Adrian Hardy Haworth 1802. Dysstroma punctumnotata ingår i släktet Dysstroma och familjen mätare. Inga underarter finns listade i Catalogue of Life.